# Дневник (роман)
«Дневник» (2003, англ. Diary) — роман Чака Паланика. Сюжет разворачивается вокруг Мисти Уилмот — многообещающей молодой художницы, которая много пьёт и работает официанткой в гостинице. Её муж, подрядчик, находится в коме после попытки самоубийства, и его клиенты угрожают Мисти судебными исками через серию отвратительных посланий, которые она обнаружила на стенах домов, которые реконструировал муж. Вдруг к Мисти возвращается художественный талант. Озадаченная приливом вдохновения, она скоро обнаруживает, что является пешкой в большом заговоре, который угрожает сотням человеческих жизней. «Дневник» мало подпадает под определение жанра современных книг ужасов, предпочитая психологические трюки со страхом и чёрный юмор, и почти не используя насилие и шоковую тактику как средство воздействия на читателя.

## Сюжет
«Дневник» написан в форме «личного дневника» Мисти Мэри Уилмот, поскольку её муж лежит без сознания в больнице после попытки самоубийства. Когда-то она изучала искусство, мечтая о творчестве и свободе, теперь, выйдя замуж за Питера, она вынуждена работать в отеле на острове Вейтенси. Питер, как оказывается, таит в реконструируемых им домах тайные комнаты и написанные на стенах гадкие сообщения — давняя привычка строителей, безумно преувеличенная в данном случае. Злые владельцы домов подают на него один за другим иски в суд.
Мисти обнаруживает, что островитяне, в том числе и отец её мужа (ранее считавшийся мёртвым), задействованы в заговоре, повторяющемся каждые 100 лет, который нацелен на изгнание с острова туристов и приезжих богачей, которые заполоняют остров рекламой, скупают недвижимость местных жителей. Молодая художница (в данном случае — Мисти) заманивается на остров, под предлогом ухаживать за матерью своего возлюбленного, которая осталась одна после подстроенной смерти своего мужа, беременеет, рожает ребёнка и остаётся на острове навсегда. В средние годы её муж при попытке самоубийства впадает в сильнейшую кому и становится "овощем", жизнь которого поддерживается искусственными аппаратами. Неожиданное сильное пищевое отравление и последующие дикие мигрени, а позднее и смерть собственной дочери, заставляют художницу начать творить невероятные картины. Свекровь Мисти вместе с  мужем готовят выставку её произведений в местной гостинице, которая состоит из ста картин, образующих общее панно. Когда в гостинице собирается большое количество людей, вспыхивает пожар, одновременно присутствующим показывают картину. Никто из людей не пытается спастись, даже наоборот, все службы спасения, проникающие в помещение, остаются там, в оцепенение любуясь картиной. У них случается так называемый синдром Стендаля. Позднее выясняется, что поджог устроила дочь Мисти, оказавшаяся живой. Результатом является выплата значительной страховой суммы, которая позволяет уцелевшим островитянам жить безбедно в течение ещё трёх поколений, пока не найдётся ещё одна молодая художница. Питер, муж Мисти, пытался предупредить её об этом заговоре через послания на стенах.